# Forza Motorsport 3
Forza Motorsport 3 är ett bilspel utvecklat av Turn 10 Studios och är en uppföljare till Forza Motorsport 2 till Xbox 360. Spelet släpptes i Europa den 23 oktober 2009.